# Erz-Petrografisches Museum

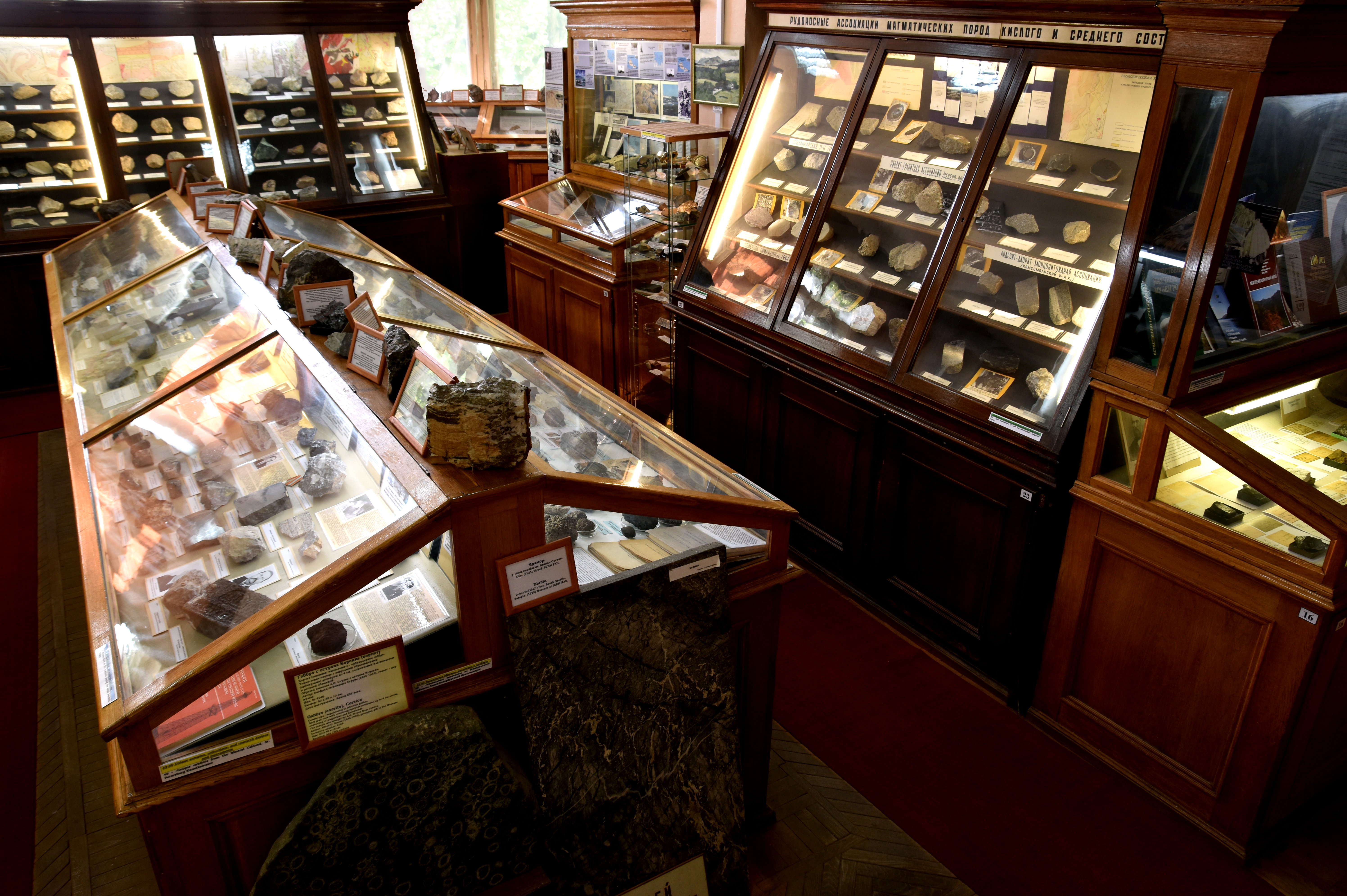
Blick in die Ausstellung

Das Erz-Petrografische Museum des Instituts für Geologie der Erzlagerstätten, Petrographie, Mineralogie und Geochemie (IGEM) der Russischen Akademie der Wissenschaften ist das einzige spezialisierte petrographische Museum in Russland, das über eine systematische Sammlung aller Arten von magmatischen Gesteinen verfügt. Das Museum ist nach vorheriger Genehmigung für Privatbesucher zugänglich.

## Geschichte
Das Sowjetische Geologische Museum der Akademie der Wissenschaften der UdSSR in Leningrad wurde im Jahr 1930 in drei unabhängige Forschungsinstitute umgewandelt:
- Geologisches Institut
- Paläozoologisches Institut
- Petrografisches Institut

Die geologischen Sammlungen und Archive des Geologischen Museums der Akademie der Wissenschaften der UdSSR wurden an das Petrografische Institut übergeben und im selben Jahr dessen Ausstellungsteil als Petrografisches Museum neu organisiert.
Die Sammlungen des Erz-Petrografischen Museums sowie des Mineralogischen Museums und des Paläontologischen Instituts der Russischen Akademie der Wissenschaften haben ihren Ursprung im Mineralkabinett der Sankt Petersburger Kunstkammer.
Das Petrografische Museum, als Bestandteil des Petrografischen Instituts, zog von Leningrad nach Moskau und fand 1934 seinen Sitz in der Staromestnyi pereulok 35 (Старомонетный переулок, д. 35). 1993 wurde das Petrografische Museum in Erz-Petrografisches Museum umbenannt.
Das Museum ist eine Struktureinheit für Forschung und Entwicklung des Instituts für Geologie von Erzlagerstätten, Petrographie, Mineralogie und Geochemie (IGEM) der Russischen Akademie der Wissenschaften. Die Gesamtfläche des Museums beträgt 150 m².
Die Grundlage für das Erz-Petrografische Museum ist die 1908 vom Akademiemitglied Wladimir Iwanowitsch Wernadski gegründete und nach Zar Peter dem Großen benannte Systematische petrografische Sammlung des Geologischen und Mineralogischen Museums der Akademie der Wissenschaften der UdSSR. Exponate der systematischen Referenzsammlung von magmatischen Gesteinen der Welt schließen 750 Musterproben, die 147 Arten von magmatischen Gesteinen darstellen, ein. Regionale, thematische und Gedenksammlungen sind ebenfalls ausgestellt.
Der wissenschaftliche Fonds des Museums wird von mehr als 80.000 aufbewahrten Einheiten gebildet; dabei handelt es sich um Gesteins- und Mineralienproben, Schliffe und Anschliffe, Kataloge und Ordner mit Archivdokumenten in Russisch, Deutsch, Französisch und Italienisch.

## Ausstellungen des Museums
Das Museum verfügt über etwa 50 Ausstellungen, darunter:
- Klassifikation magmatischer Gesteine
- Kimberlite, Karbonatite, Lamproite
- Produkte des modernen Vulkanismus
- Erze der wichtigsten metallogenetischen Provinzen Russlands
- historische Sammlung der Fa. Krantz
- Geologische Sammlungen und Archivmaterial der herausragenden russischen Polarexpeditionen des frühen 20. Jahrhunderts
- Kollektion von Gesteinen, gesammelt von Alexander Postels während einer Weltreise (1826–1829) auf der Militärschaluppe „Senjawin“ unter dem Kommando von Kapitän Friedrich Benjamin von Lütke und eine Ausstellung von Kopien der Zeichnungen von Alexander Postels und von Baron Friedrich von Kittlitz (zur Verfügung gestellt vom Verlag Alpharet, Sankt Petersburg)
- Sammlungen von Produkten datierter Vulkanausbrüche und von begleitendem Archivmaterial: Carl Vanottis Sammlung von Produkten der Eruptionen des Vesuvs (ab 97) und Mario Jemellaros Sammlung von Lavaströmen des Ätna (ab 1535)
- Karadag-Sammlung des Akademikers F. Ju. Loewinson-Lessing (als Resultat der Erforschung der Karadag-Vulkangruppe auf der Krim, 1924–1929)
- Sammlung von Proben von Obsidianen und deren Erzeugnisse aus der Abteilung für nichtmetallische Mineralien
- Einzigartige Exponate aus dem Mineralkabinett der Kunstkamera Sankt Petersburg
- Materialien von der supertiefen wissenschaftlichen Kontinentalbohrung in Russland
- Erze und die Mineralien der Weltmeere

Das Museum tauscht sich mit Informationen über Sammlungen und Archivmaterial mit Bildungs- und Forschungseinrichtungen aus.

### Besondere Exponate

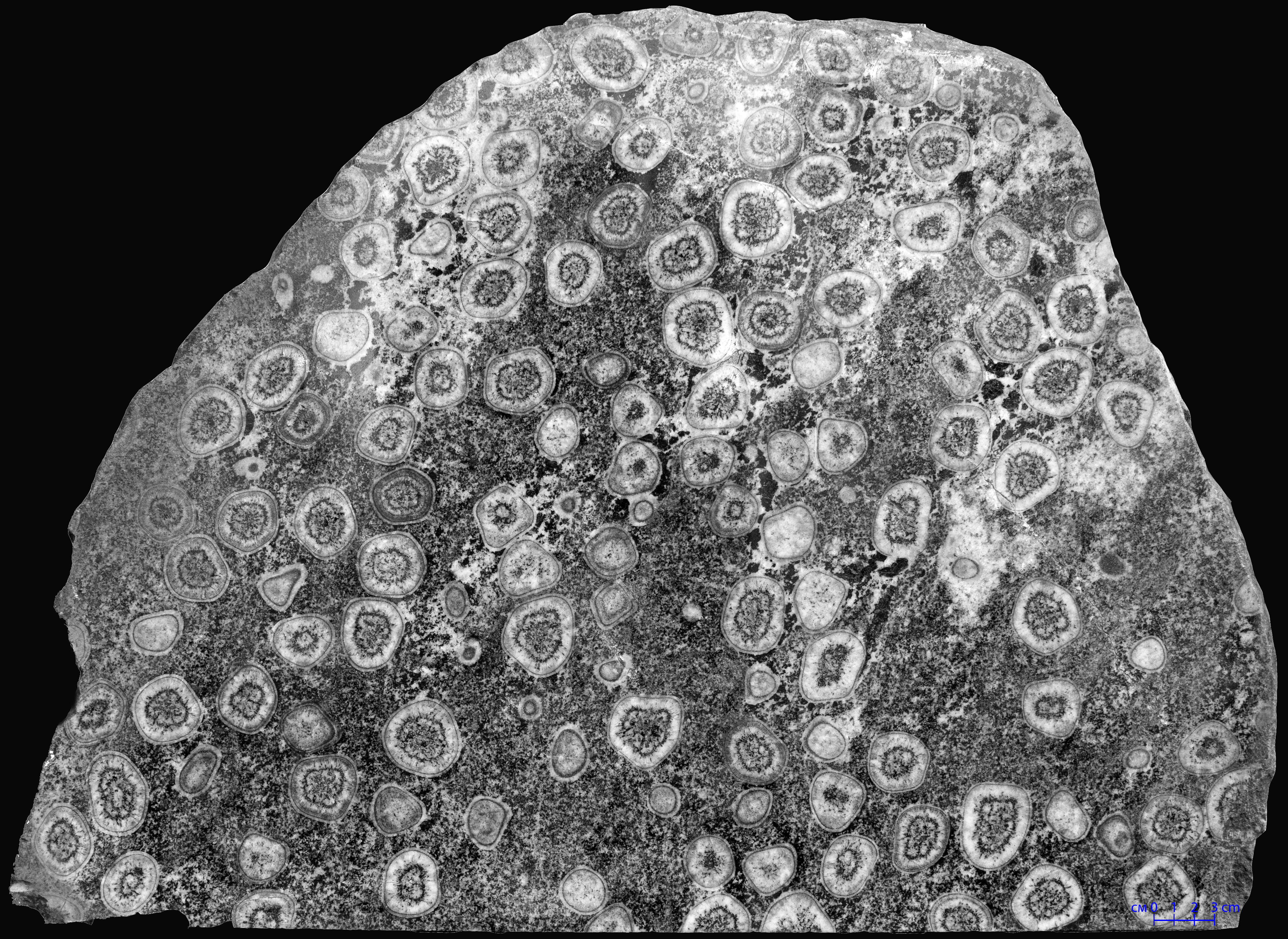
Korsita-Platte (orbikularer Gabbro)

In den Räumlichkeiten des Museums sind ausgestellt:
- Der pseudohexagonal-prismatische, kurzsäulige Monokristall des Rauchquarzes (Größe 105 × 100 cm und 1.300 kg schwer) aus dem Dodofeld (Pripoljarny Ural) ist einer der größten in staatlichen russischen Museen. Der Kristall heißt Gabe des Aljoschkow und ist ein Geschenk des sowjetischen Quarzgeologen N. N. Aljoschkow (1896–1949) als Entdecker der Piezoquarz-Rohstoffe im Pripoljarny Ural;
- Ein Exemplar des Korsits (Synonym Napoleonite), ein orbikularer Gabbro, mit den Maßen 63 × 48 × 14 cm, im späten 19. Jahrhundert von Heinrich von Struve auf der Insel Korsika entnommen;
- Teil des Schlotes eines Schwarzen Rauchers aus der Tiefsee, eines Sulfid-Erzaggregates (Kupfer-Zink-Pyrit) mit amorphem Feuerstein (Größe 60 × 45 × 30 cm und mit einem Gewicht von mehr als 200 kg), der Ende des 20. Jahrhunderts aus einer Tiefe von etwa 2.500 m im westlichen Teil des Pazifischen Ozeans nahe der Insel Papua (Wiener Wald - Manus-Ringbassin) geborgen wurde;

Einzelne Exponate des Museums gehörten im 19. Jahrhundert zum Inventar des Mineralkabinetts der Kunstkamera der Kaiserlichen Akademie der Wissenschaften in Sankt Petersburg:
- Ein in St. Petersburg gefundener Brocken eines eiszeitlichen Labradorit-Blocks (Größe 70 × 50 × 60 cm), der auf Befehl von Kaiser Alexander I. im frühen 19. Jahrhundert an das Kaiserliche Mineralogische Museum übergeben wurde
- Die siebenseitige Basalt-Säule (mit natürlicher Säulentrennung, 60 × 40 × 35 cm und mit einem Gewicht von etwa 150 kg) ist ein Geschenk von König Georg III. von Großbritannien Ende des 18. Jahrhunderts, die aus einer Örtlichkeit namens Damm der Riesen (Giant’s Causeway) in der Grafschaft Antrim (Nordirland) stammt.
- Itacolumit ist ein brasilianischer elastischer Stein (elastischer Sandstein).